# Motorový vůz 831
Motorové vozy řady 831 (do roku 1988 řada M 262.1) vznikly remotorizací starších motorových vozů řady 830. Rekonstrukci mezi lety 1981 a 1991 prováděly ŽOS Šumperk (nyní Pars nova). Důvodem pro instalaci nového hnacího agregátu bylo to, že součástky pro původní agregát se již nevyráběly.

## Konstrukce
Vozy řady 831 (stejně jako řady 830) jsou čtyřnápravové s elektrickým přenosem výkonu. Vozová skříň, která je svařena z ocelových profilů, je usazena na dvou dvounápravových podvozcích, z nichž jeden je hnací. Vozidlo je poháněno naftovým motorem, jenž je usazen v jednom (běžném) podvozku. Ten je pružně spojen s trakčním dynamem, které pohání dva tlapově uložené trakční motory umístěné ve druhém, hnacím podvozku. Interiér motorového vozu je rozdělen na přední stanoviště strojvedoucího, strojovnu, zavazadlový prostor, nástupní prostor s WC, dva velkoprostorové oddíly pro cestující a zadní stanoviště strojvedoucího (obě jsou konstruována jako průchozí, ale již po řadu let[kdy?] se toho nevyužívá).

## Vývoj, výroba a provoz
Vzhledem ke skutečnosti, že původní motory použité ve vozech řady 830 již nebyly od roku 1972 vyráběny a v souvislosti s tím se zhoršila dostupnost náhradních dílů, bylo rozhodnuto některé vozy řady 830 remotorizovat jinými agregáty. Jako vhodný se ukázal motor od ČKD Hořovice určený do říčních remorkérů, který bylo možné bez větších úprav osadit i do vozidel řady 830. Takto byl v roce 1981 upraven vůz M 262.0199 a označen jako M 262.1001. Sériová modernizace vozidel začala v roce 1983 a skončila o osm let později. K 1. lednu 1988 byla řada M 262.1 přeznačena na současné označení – řadu 831, zároveň všechny do té doby upravené vozy obdržely v rámci přečíslování své původní inventární číslo (vůz M 262.1001 tedy obdržel číslo 831.199). Ačkoliv byla výměna motorů poměrně úspěšná (došlo k poklesu spotřeby nafty), nebyly na řadu 831 rekonstruovány všechny vozy řady 830, neboť se počítalo s jejich vyřazením v důsledku pořízení nových motorových vozů.
Všechny vozy řady 831 sloužily v depech v českých zemích a po rozdělení Československa zůstaly v majetku Českých drah, které je provozovaly v pravidelném provozu do prosince 2010. Velká část vozů je již vyřazena, několik jich slouží jako historická vozidla.

## Historické vozy
- 831.043 (České dráhy, železniční muzeum Lužná u Rakovníka)
- 831.113 (KPKV Brno)[3]
- 831.117 (KŽC Doprava) (shořel 8. 6. 2019[4])
- 831.168 (KŽC Doprava)
- 831.183 (KŽC Doprava)
- 831.187 (NTM, depozitář Chomutov)
- 831.212 (KŽC Doprava)

## Galerie

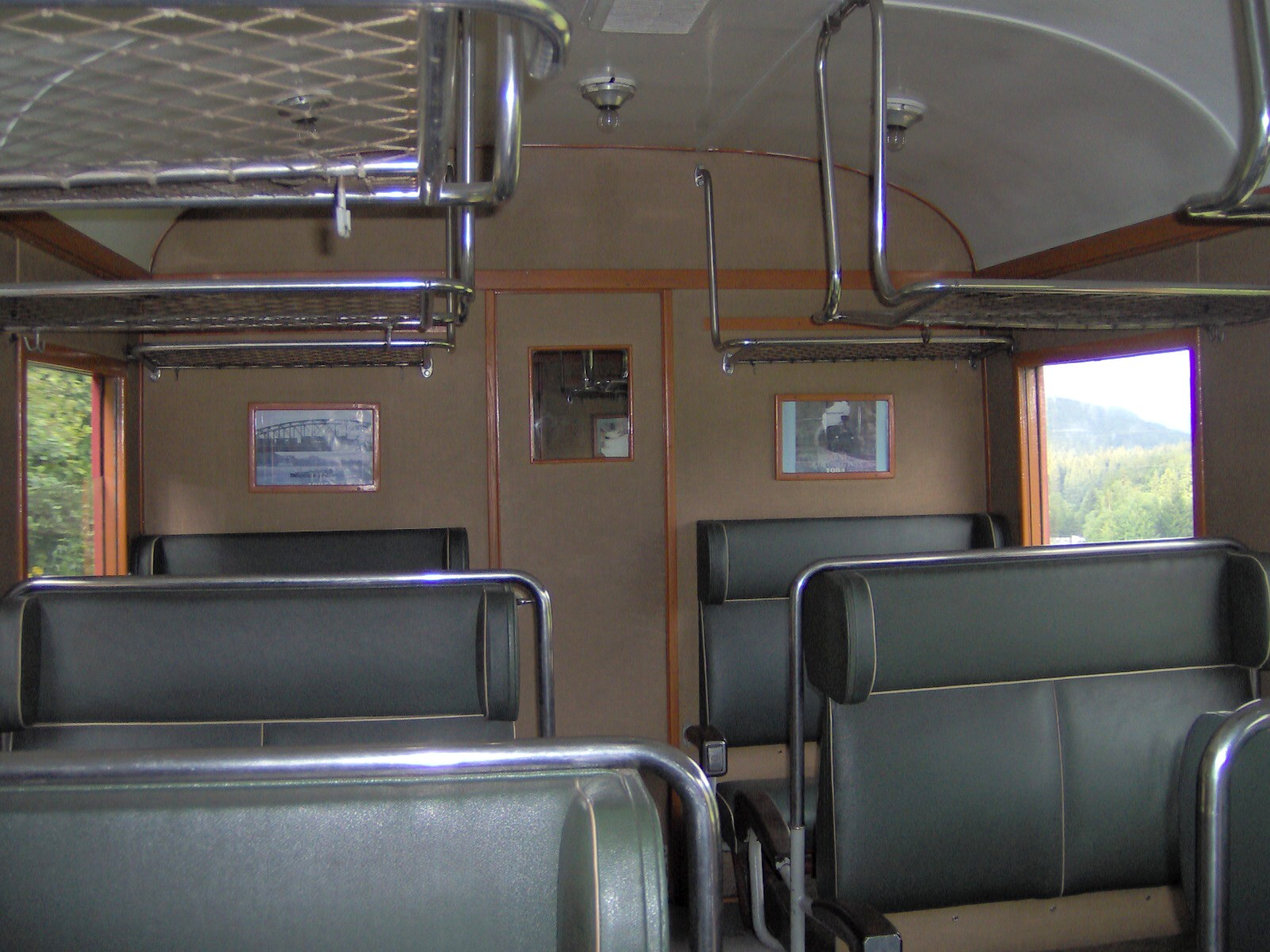
Interiér vozu 831.182
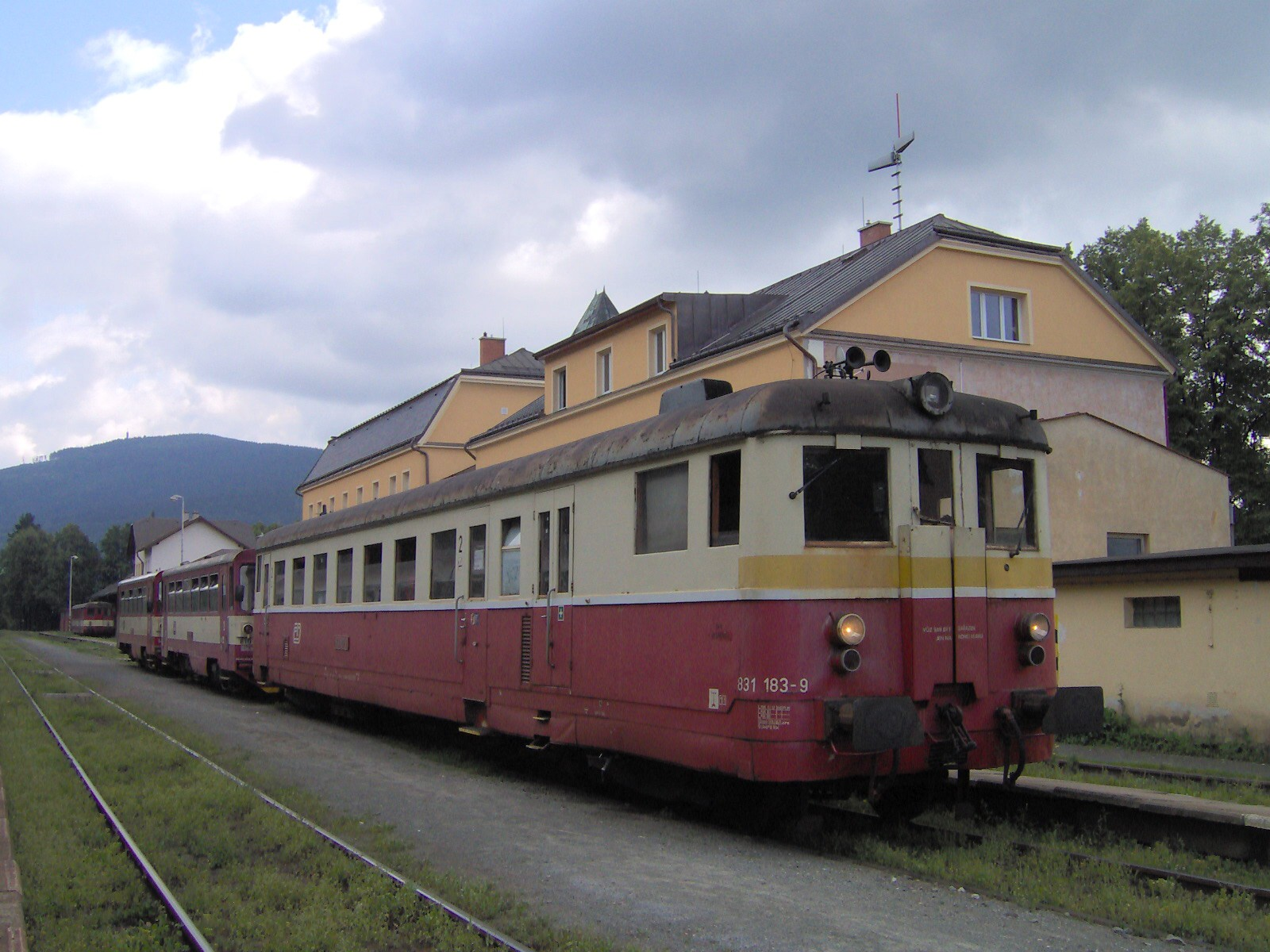
Motorový vůz 831.183, Jeseník
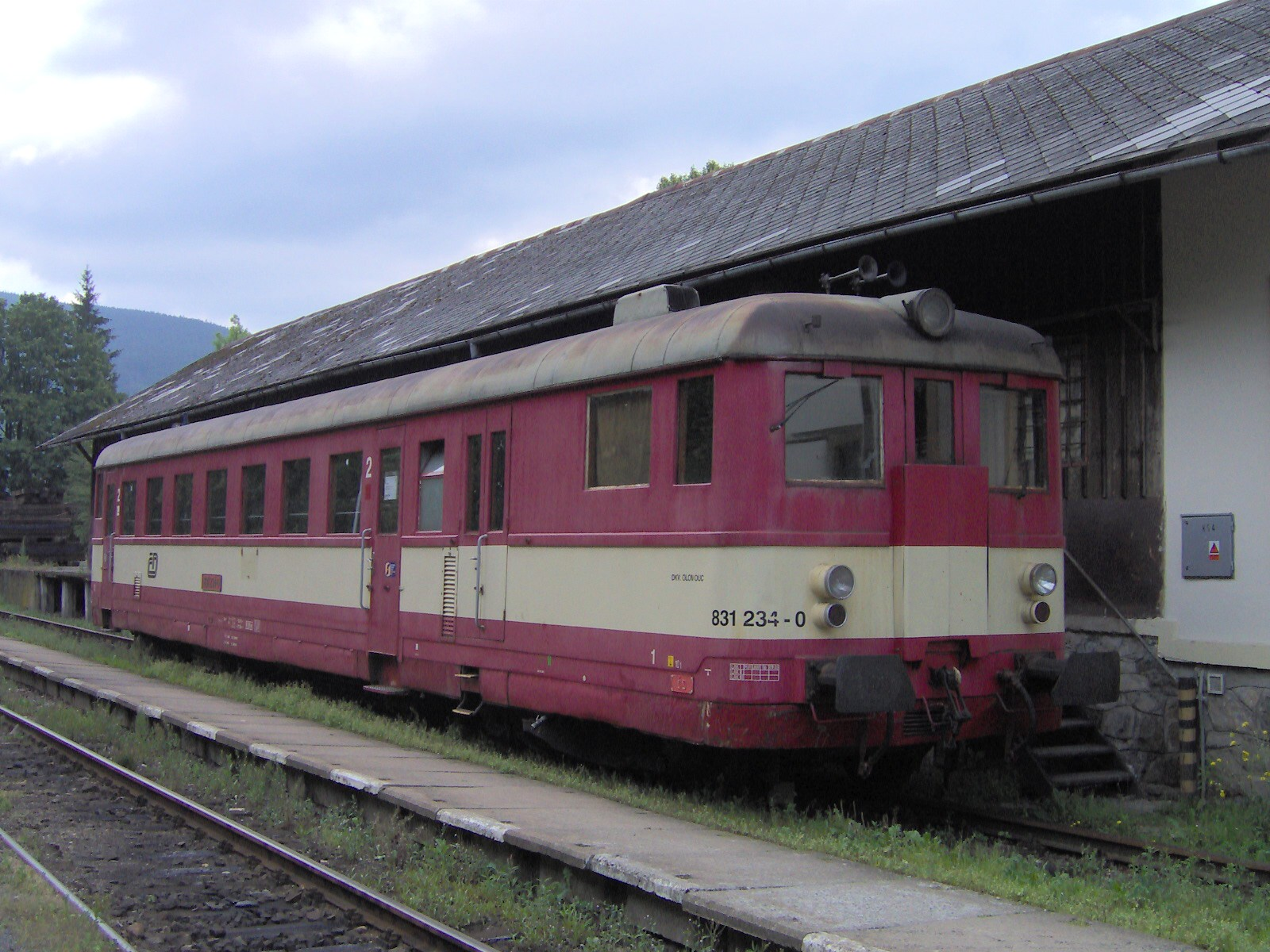
Motorový vůz 831.234, Jeseník
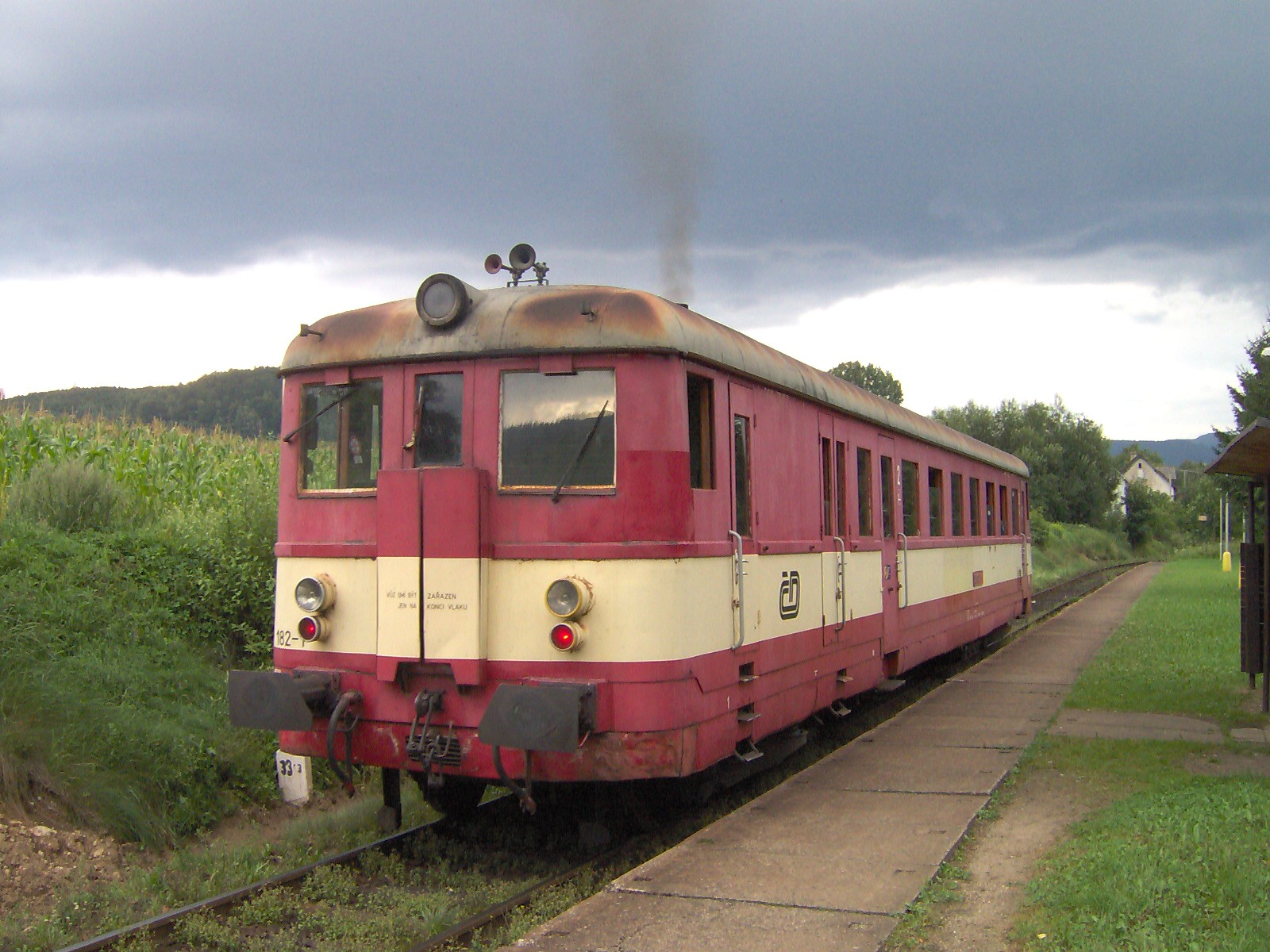
Motorový vůz 831.182, Lipová-lázně zastávka
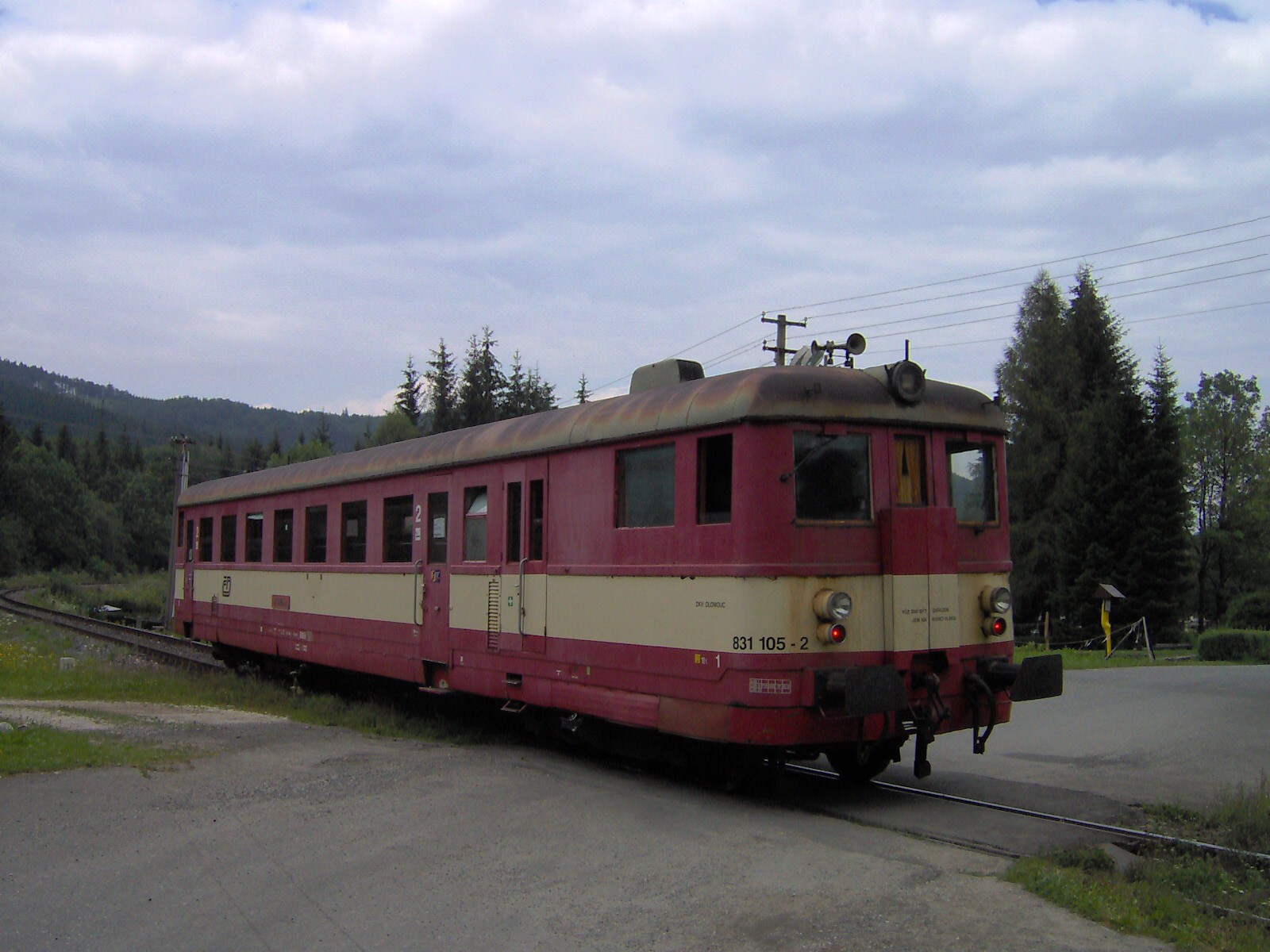
Motorový vůz 831.105, Ramzová